# Museu Nacional do Azulejo

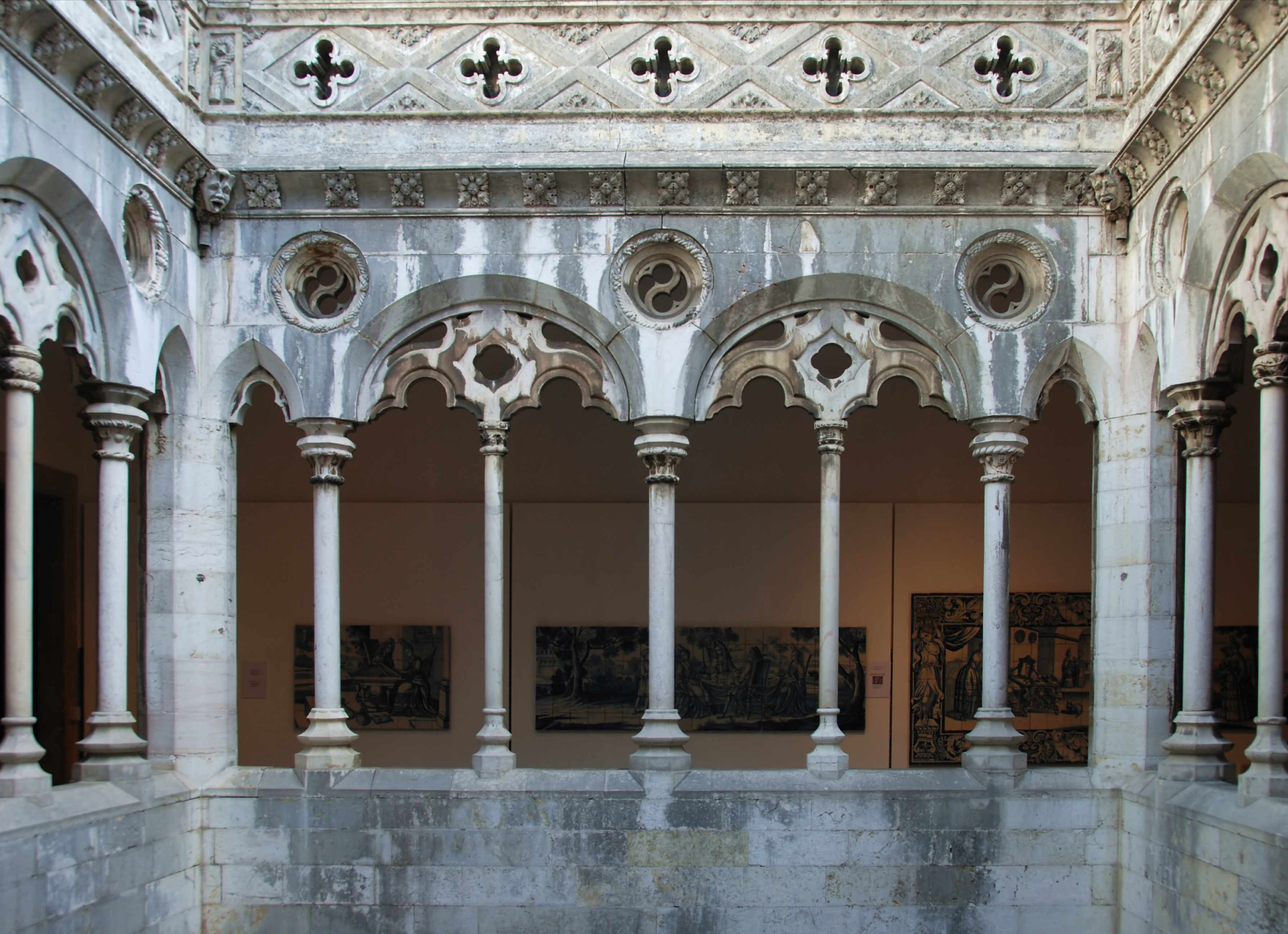
Wnętrze muzeum

Museu Nacional do Azulejo (pol. Muzeum Narodowe Azulejo) – muzeum narodowe w Lizbonie, w Portugalii, poświęcone sztuce azulejo. Jest również określane jako Muzeum Narodowe Płytek.

## Historia
Placówka ta została założona w 1965 roku, a w 1980 uzyskała status Muzeum Narodowego. Znajduje się w dawnym klasztorze Madre de Deus, założonym przez królową Eleonorę de Viseu w 1509.

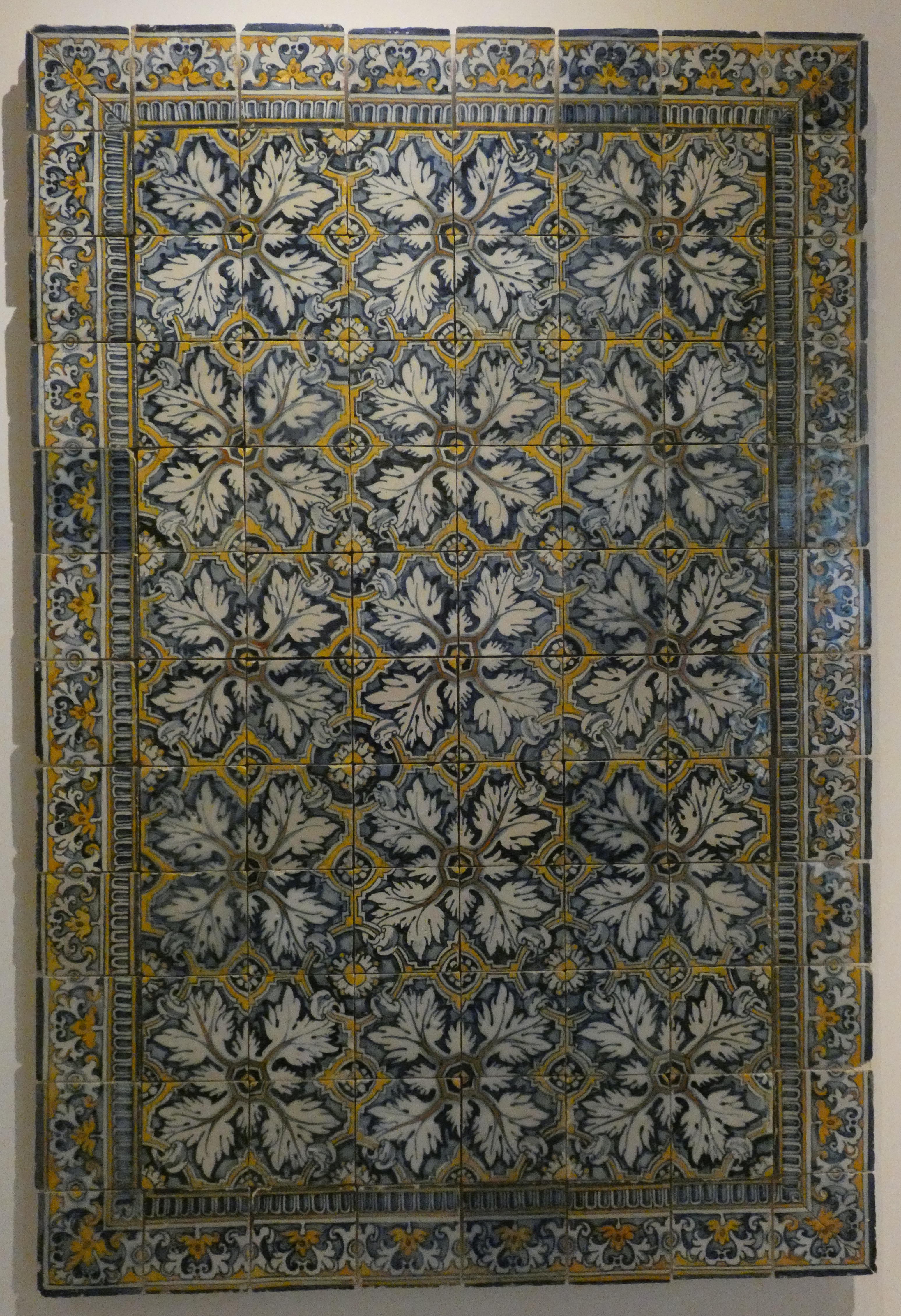
Typowa ceramika Azulejo z Museu Nacional do Azulejo

## Zbiory
Kolekcja muzeum składa się z dekoracyjnych płytek ceramicznych lub azulejos, pochodzących z czasów od drugiej połowy XV wieku, aż do czasów współczesnych. Oprócz płytek, posiada kolekcję ceramiki, porcelany i fajansu z XIX i XX wieku. Jego stała wystawa rozpoczyna się od ukazania materiałów i technik wykorzystywanych do produkcji płytek. Następnie ukazuje rozwój sztuki azulejos w kolejności chronologicznej.

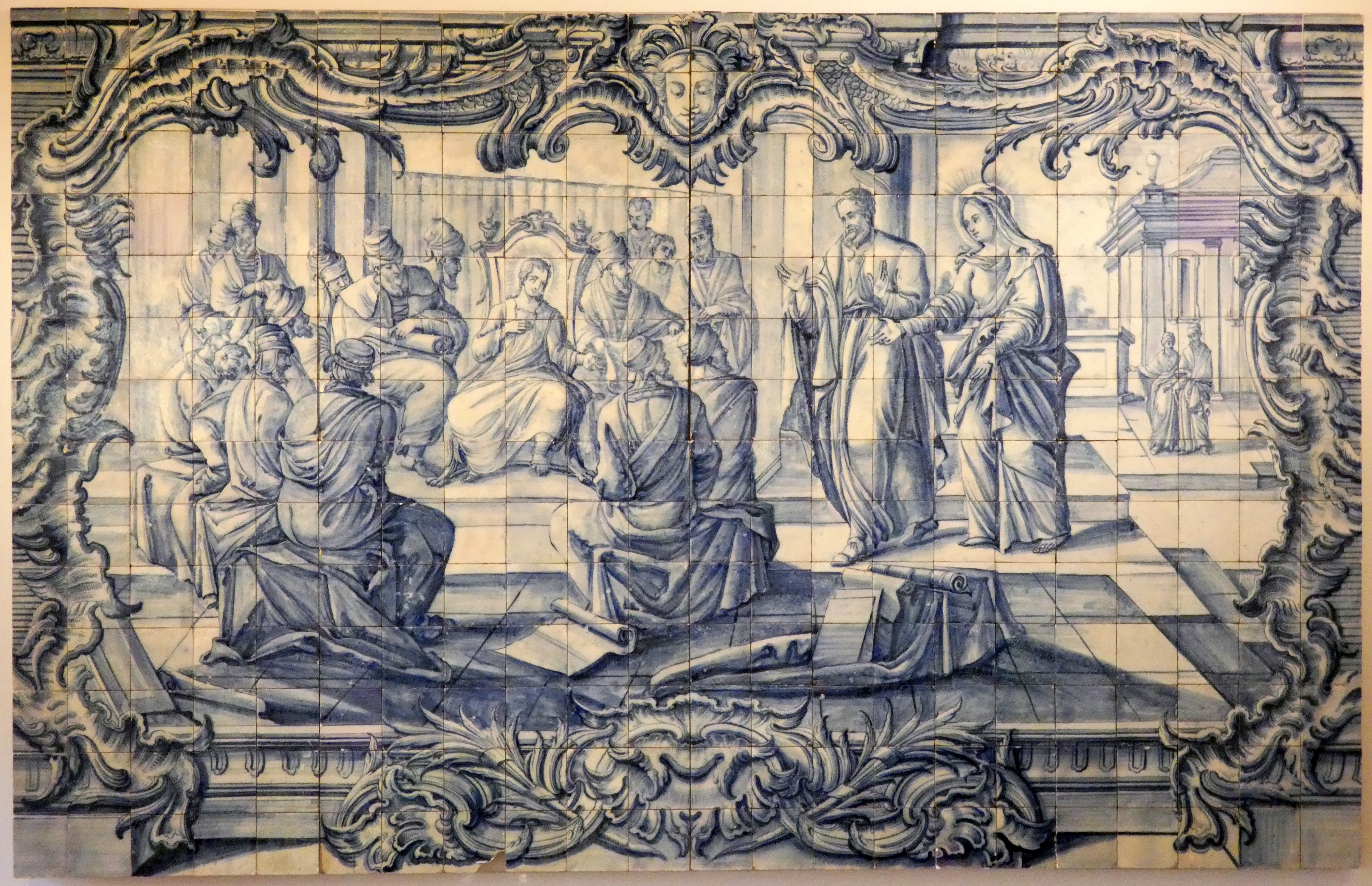
12-letni Jezus naucza w Świątyni - kompozycja z ceramiki w Museu Nacional do Azulejo